# Śniczany
Śniczany – wieś w Polsce położona w województwie podlaskim, w powiecie sokólskim, w gminie Sidra.
W latach 1975–1998 miejscowość administracyjnie należała do województwa białostockiego.
Wierni kościoła rzymskokatolickiego należą do parafii Świętej Trójcy w Sidrze.

## Historia
Pierwotna nazwa wsi Śniczany to Nosuta. Sioło Nosuta istniało już przed 1528 rokiem. Prawdopodobnym założycielem osady był Jan Nasuticz, który w 1539 roku występował wśród litewskich osoczników zasidrańskich. W 1578 roku mieszkali w niej m.in.: Paweł Nasuczycz, Piotr Staniuczycz, Paniuta Maczuczycz, a Nosuta posiadała 18 mórg. W 1650 i 1679 roku wieś występuje już pod nazwą Sniczany. Za bałtyckim pochodzeniem nazwy Nosuta przemawia fakt występowania w tej wsi kilku litewskich mikrotoponimów. Za kolejny dowód może posłużyć wieś Nasuty położona w gminie Gołdap, czyli na obszarze o dużych wpływach bałtyckich.